# Ålandsmodellen
Uppslagsorden Ålandslösningen och Ålandsexemplet leder hit.
Ålandsmodellen (engelska: The Åland Islands Solution) är en internationellt erkänd modell för konfliktlösning, baserad på den lösning som Nationernas förbund beslutade om i Ålandsfrågan år 1921. Konflikten gällde suveräniteten över Åland mellan Finland och Sverige. Uppgörelsen byggde på kompromisser som gav Finland suveränitet, Åland långtgående autonomi och minoritetsskydd, samt garanterade ögruppens demilitarisering.

## Bakgrund
Ålandsfrågan uppstod efter första världskriget, då den svenskspråkiga befolkningen på Åland genom Ålandsrörelsen ville återförenas med Sverige, medan Finland hävdade sin suveränitet över ögruppen.

## Lösningens huvuddelar
Nationernas förbunds beslut resulterade i fyra centrala delar som tillsammans utgör Ålandsmodellen:

### Suveränitet
Finland behöll suveräniteten över Åland. De åländska invånarna förblev finska medborgare och den finska staten har fortsatt rätt att uppbära statliga skatter på Åland. Ålands lagting får inte bedriva utrikespolitik.

### Autonomi
Åland tillerkändes autonomi inom Finland, reglerad genom Ålands självstyrelse och självstyrelselagen. Lagen kan endast ändras i grundlagsenlig ordning och med Ålands lagtings godkännande.

### Minoritetsskydd
Den åländska befolkningens svenska språk och kultur garanteras genom internationella avtal. Åländsk hembygdsrätt ger bland annat exklusiv rätt att äga mark och bedriva näringsverksamhet på Åland, och kräver goda kunskaper i svenska.

### Demilitarisering
Ålands demilitarisering, införd 1856, bekräftades och förstärktes som en del av uppgörelsen.

## Internationell betydelse
Ålandsmodellen har blivit ett ofta citerat exempel på fredlig konfliktlösning där samtliga parter fick något: Finland behöll suveräniteten, Åland fick autonomi och skydd för språk och kultur, och Sverige säkerställde en demilitariserad zon i Östersjön. Modellen, även kallad Ålandslösningen eller Ålandsexemplet, har tjänat som förebild vid internationella förhandlingar och studeras bland annat vid Ålands fredsinstitut.